# Локленд (Огайо)
Локленд (англ. Lockland) — селище (англ. village) в США, в окрузі Гамільтон штату Огайо. Населення — 3514 особи (2020).

## Географія
Локленд розташований за координатами 39°13′40″ пн. ш. 84°27′23″ зх. д. / 39.22778° пн. ш. 84.45639° зх. д. (39.227738, -84.456353).  За даними Бюро перепису населення США в 2010 році селище мало площу 3,19 км², уся площа — суходіл.

## Демографія
Згідно з переписом 2010 року, у селищі мешкало 3449 осіб у 1462 домогосподарствах у складі 797 родин. Густота населення становила 1082 особи/км².  Було 1738 помешкань (545/км²).
Расовий склад населення:
| - 64,5 % — білих - 29,9 % — чорних або афроамериканців - 0,2 % — корінних американців - 0,2 % — азіатів - 0,1 % — вихідців з тихоокеанських островів - 1,9 % — осіб інших рас |

До двох чи більше рас належало 3,4 %. Частка іспаномовних становила 4,2 % від усіх жителів.
За віковим діапазоном населення розподілялося таким чином: 23,8 % — особи молодші 18 років, 65,8 % — особи у віці 18—64 років, 10,4 % — особи у віці 65 років та старші. Медіана віку мешканця становила 35,7 року. На 100 осіб жіночої статі у селищі припадало 105,5 чоловіків;  на 100 жінок у віці від 18 років та старших — 106,1 чоловіків також старших 18 років.
Середній дохід на одне домашнє господарство  становив 40 201 долар США (медіана — 33 797), а середній дохід на одну сім'ю — 51 891 долар (медіана — 43 893). Медіана доходів становила 30 737 доларів для чоловіків та 26 205 доларів для жінок. За межею бідності перебувало 27,0 % осіб, у тому числі 46,0 % дітей у віці до 18 років та 10,3 % осіб у віці 65 років та старших.
Цивільне працевлаштоване населення становило 1663 особи. Основні галузі зайнятості: виробництво — 28,0 %, освіта, охорона здоров'я та соціальна допомога — 15,0 %, науковці, спеціалісти, менеджери — 12,3 %.